# Lac Kovdozero
Le lac Kovdozero (en russe : Ковдозеро, nommé d'après son émissaire, la Kovda) est un lac d'eau douce situé dans l'oblast de Mourmansk, au nord-ouest de la Russie. Il comprend plus de 580 îlots ou petits îlots. Son émissaire la Kovda se jette dans la mer Blanche.

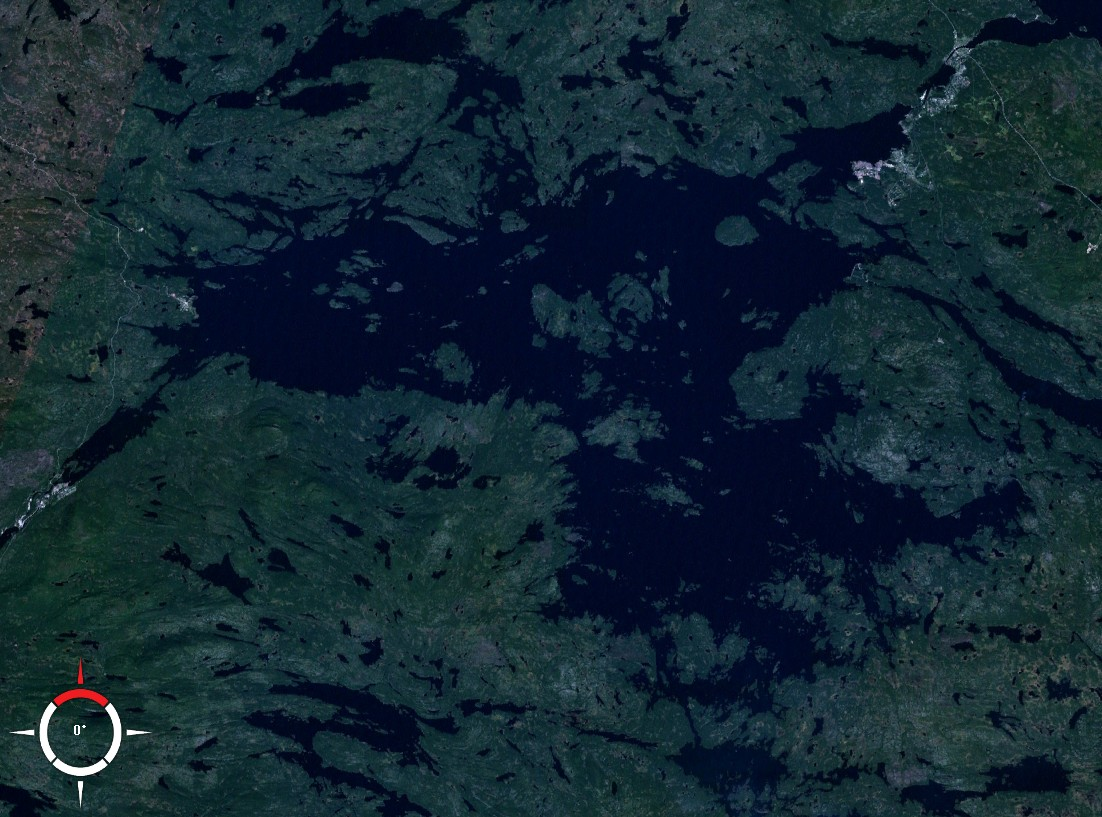
Vue satellite du lac.

En 1955, la construction d'un barrage hydroélectrique a fait passer la surface du lac de 224 à 294 km2.

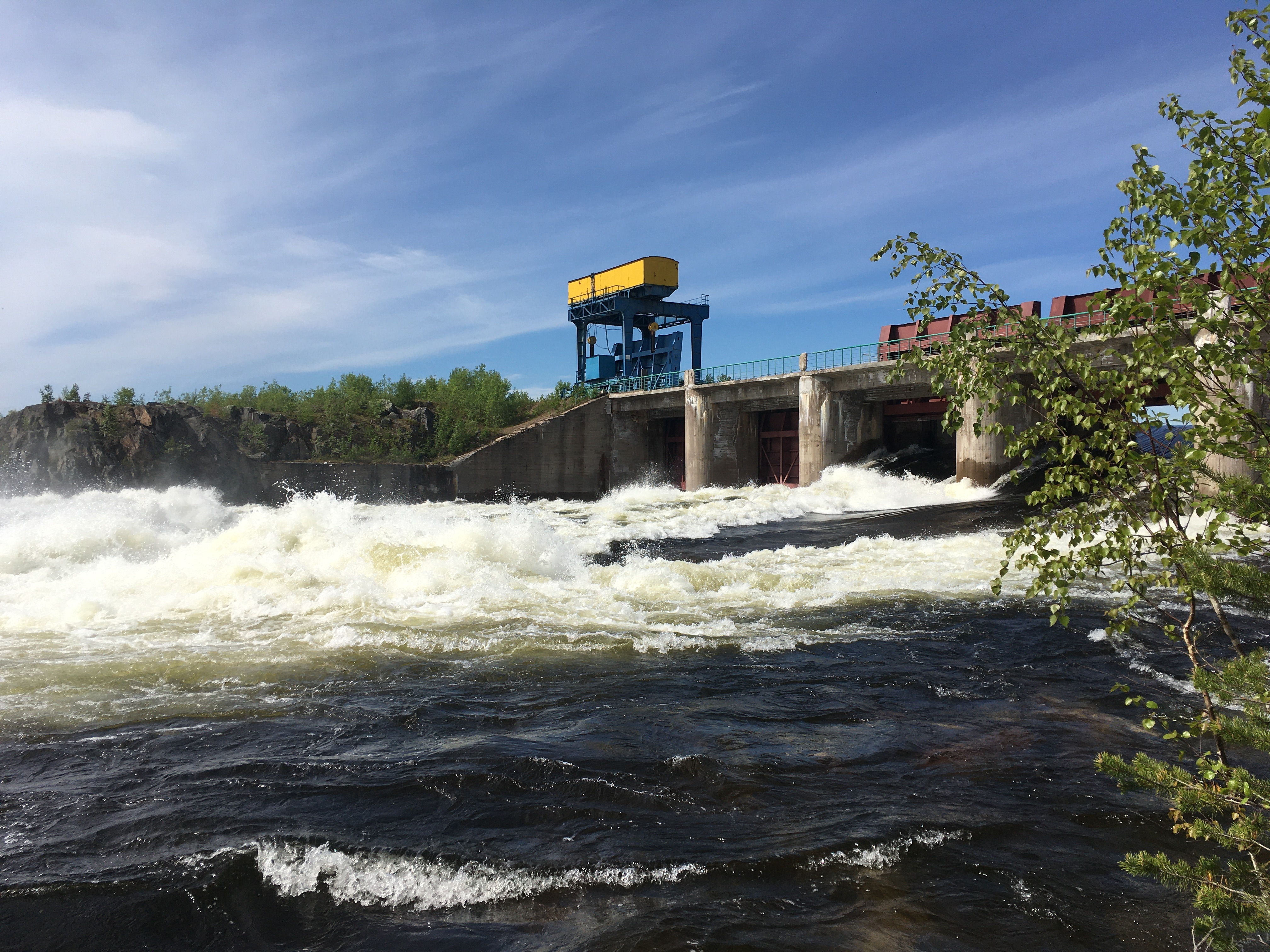
Exutoire du lac au niveau du barrage.